# 国道485号
国道485号（こくどう485ごう）は、島根県隠岐郡隠岐の島町から島後、島前西ノ島を経由し、松江市に至る一般国道である。

## 概要
島根県の日本海沖に浮かぶ隠岐諸島島後の隠岐の島町から島前・西ノ島と海上区間を経て、島根半島の七類港より松江市の中心市街とを結ぶ、延長約166 kmの一般国道で、主な通過地は西ノ島町である。1993年（平成5年）に政令で追加指定された海上国道3路線のうちのひとつでもある。島根半島では、七類港からの単独区間（実延長区間）が約2 kmほどで終わり、松江市美保関町森山 - 下東川津町間は国道431号と重用する。終点付近で松江道路（山陰自動車道）と連絡する松江だんだん道路は、国道485号の自動車専用道路である。

### 路線データ
一般国道の路線を指定する政令に基づく起終点および重要な経過地は次のとおり。
- 起点：島根県隠岐郡布施村[注釈 2]
- 終点：松江市（山陰自動車道矢田IC = 山陰自動車道（国道9号松江道路）交点）
- 重要な経過地：島根県隠岐郡西郷町[注釈 2]、同郡西ノ島町、同県八束郡美保関町[注釈 3]
- 総延長 : 160.8 km（重用延長、未供用延長（海上区間）を含む。）[2][注釈 4]
- 重用延長 : 17.4 km[2][注釈 4]
- 未供用延長 : 97.6 km[2][注釈 4]
  - 未供用延長のうち海上区間 : 97.6 km[2][注釈 4]
- 実延長 : 45.8 km[2][注釈 4]
  - 現道 : 45.8 km[2][注釈 4]
  - 旧道 : なし[2][注釈 4]
  - 新道 : なし[2][注釈 4]
- 指定区間：なし[3]

## 歴史
- 1993年（平成5年）4月1日 - 路線認定。
- 2013年（平成25年）3月12日 - 島根県告示第162号により、松江だんだん道路が国道485号の本線となり、一般道路部は国道485号の指定を解除され、重複していた国道431号および島根県道21号松江島根線となった。それに伴い、終点が西津田交差点から山陰自動車道矢田ICに変更された。[4]。

## 路線状況

### バイパス
- 郡バイパス（隠岐郡隠岐の島町伊後 - 同町山田）
- 西ノ島バイパス（隠岐郡西ノ島町大字美田 - 同町大字浦郷）

### 重複区間
- 国道431号（松江市美保関町森山・松江市下東川津町（松江だんだん道路川津IC）間）
- E9 山陰自動車道（国道9号松江道路）（松江市東津田町（松江JCT）・松江市矢田町（矢田IC）間）

### 海上区間
島根県の隠岐諸島（島前・島後）と本州の松江市七類港との間に海上区間が2区間があり、海上区間97.6 kmは総延長の6割弱を占める。海上区間の延長は、国道58号、国道390号に続いて3番目の長さを有する。海上区間に相当する島後西郷港 - 島前（西ノ島）別府港 - 松江市七類港の航路には、隠岐汽船によるフェリーと高速船の路線が就航する。かつて、西ノ島浦郷港 - 七類港間のフェリー航路も就航していたが、西ノ島バイパス開通を機に2007年をもって終了している。また、一般的な海上国道は、起点・終点の端点が他の一般国道の路線と交わるが、国道485号では、起点孤立の端点となっている数少ない路線のひとつでもある。
- 島根県隠岐の島町西郷港 - 西ノ島町別府港
- 島根県西ノ島町浦郷港 - 松江市七類港

### 道路施設

#### トンネル
起点から
- 山光久見トンネル（隠岐郡隠岐の島町久見 - 同町山田）※郡バイパス
- 五箇トンネル（隠岐郡隠岐の島町小路 - 同町原田）
- 和久羅トンネル（松江市上東川津町 - 同市西尾町）※松江だんだん道路

## 地理

### 通過する自治体
- 島根県
  - 隠岐郡隠岐の島町 - 隠岐郡西ノ島町 - 松江市

### 交差する道路
| 交差する道路                                                        | 市町村名 | 市町村名   | 交差する場所           | 交差する場所                |
| 現道                                                                | 現道     | 現道       | 現道                   | 現道                        |
| ------------------------------------------------------------------- | -------- | ---------- | ---------------------- | --------------------------- |
| 島根県道47号西郷布施線                                              | 隠岐郡   | 隠岐の島町 | 布施                   | 起点                        |
| 島根県道316号中村津戸港線                                           | 隠岐郡   | 隠岐の島町 | 中村                   |                             |
| 島根県道44号西郷都万郡線                                            | 隠岐郡   | 隠岐の島町 | 郡                     |                             |
| 島根県道316号中村津戸港線                                           | 隠岐郡   | 隠岐の島町 | 原田                   |                             |
| 島根県道323号池田中町線                                             | 隠岐郡   | 隠岐の島町 | 原田                   |                             |
| 島根県道43号隠岐空港線 島根県道44号西郷都万郡線 重複                | 隠岐郡   | 隠岐の島町 | 下西                   |                             |
| 島根県道47号西郷布施線                                              | 隠岐郡   | 隠岐の島町 | 港町                   |                             |
| 島根県道323号池田中町線                                             | 隠岐郡   | 隠岐の島町 | 中町目貫の四           |                             |
| 西郷港臨港道路                                                      | 隠岐郡   | 隠岐の島町 | 中町目貫の四           |                             |
| 海上区間                                                            |          |            |                        |                             |
| 別府港臨港道路                                                      | 隠岐郡   | 西ノ島町   | 美田                   |                             |
| 島根県道315号国賀海岸線 島根県道320号珍崎浦郷港線 重複              | 隠岐郡   | 西ノ島町   | 浦郷                   |                             |
| 海上区間                                                            |          |            |                        |                             |
| 島根県道152号松江七類港線 重複区間起点 島根県道181号七類雲津長浜線  | 松江市   | 松江市     | 美保関町七類           |                             |
| 島根県道37号松江鹿島美保関線 島根県道152号松江七類港線 重複区間終点 | 松江市   | 松江市     | 美保関町七類           |                             |
| 国道431号 重複区間起点                                              | 松江市   | 松江市     | 美保関町森山           |                             |
| 島根県道338号美保関八束松江線                                       | 松江市   | 松江市     | 美保関町下宇部尾       |                             |
| 島根県道152号松江七類港線                                           | 松江市   | 松江市     | 手角町（たすみちょう） |                             |
| 島根県道260号本庄福富松江線                                         | 松江市   | 松江市     | 野原町                 |                             |
| 島根県道252号枕木山線                                               | 松江市   | 松江市     | 邑生町（おうちょう）   |                             |
| 松江だんだん道路 重複区間起点 国道431号 重複区間終点                | 松江市   | 松江市     | 下東川津町             | 3 川津IC                    |
| 島根県道260号本庄福富松江線                                         | 松江市   | 松江市     | 西尾町                 | 2 西尾IC                    |
| 国道485号 / 支線                                                    | 松江市   | 松江市     | 東津田町               | 1 津田IC                    |
| E9 山陰自動車道 重複区間起点 松江だんだん道路 重複区間終点          | 松江市   | 松江市     | 東津田町               | 23-1 松江JCT                |
| E9 山陰自動車道 重複区間終点                                        | 松江市   | 松江市     | 矢田町                 | 終点 23 矢田IC              |
| 支線                                                                |          |            |                        |                             |
| 松江だんだん道路 国道485号 / 現道 重複                              | 松江市   | 松江市     | 東津田町               | 支線起点 1 津田IC           |
| 国道9号 国道180号 重複                                              | 松江市   | 松江市     | 東津田町               | 国土交通省交差点 / 支線終点 |